# Jean-Christophe Marine
Jean-Christophe Marine (Ukkel, 5 oktober 1968) is een Belgisch moleculair bioloog. In 2012 en 2016 werd hij bekend door doorbraken in kankeronderzoek.

## Biografie
Marine studeerde biochemie aan de Universiteit van Bergen en Universiteit van Luik. In 1996 behaalde hij zijn doctoraat in de moleculaire biologie. 
Tussen 1996 en 1999 was hij werkzaam in het St Jude Children's Research Hospital in Memphis. Vervolgens van 2000 tot 2002 in het European Institute of Oncology (IEO) te Milaan. Voor hij aan de slag ging in het VIB was hij tussen 2002 en 2004 actief voor het Nationaal Fonds voor Wetenschappelijk Onderzoek (NFWO).
Vanaf 2004 heeft hij een eigen laboratorium in het Vlaams Instituut voor Biotechnologie (VIB) en werd in 2006  European Molecular Biology Organization (EMBO)-onderzoeker. In 2009 verhuisd hij van VIB Gent naar de VIB Leuven. 
Zijn onderzoek draait rond het eiwit p53 waarvan ze de beschermingen tegen kankerontwikkeling ontdekten in 2012. Een tweede doorbraak was in 2016 toen ontdekt werd hoe men de hoeveelheid van het kwaadaardige eiwit MDM4 kon verlagen.
- ORCID: 0000-0003-2433-9837
- ResearcherID: K-3292-2016
- Système universitaire de documentation: 168208342
- Virtual International Authority File: 314846891